# 马克·波林

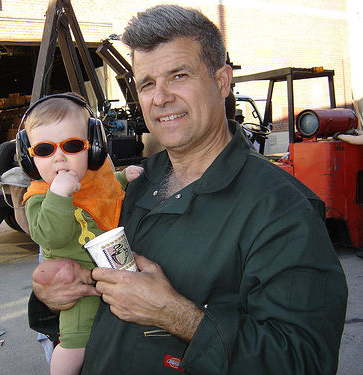
Mark Pauline & son Jake

马克·波林 1953年12月14日—，美国行为艺术家和发明家, 1978年创立生存研究实验室。他于1977年毕业于佛罗里达州圣彼得堡的艾科特学院。
波林在1978年成立生存研究实验室，使他成为工业表演艺术的第一位从业者，以及大型机器表演的先驱。生存研究实验室以制造世界上最危险的表演而知名。尽管承认主要受到著名的遥控机器人打斗比赛的影响，例如 战斗机器人 和 机器人战争,波林回避那些由规则束缚的竞赛而偏爱更加无政府主义的方式。机器被重组，以使它们从最初设计的功能中解放出来。
波林曾经描述生存研究实验室， “从它创立以来，生存研究实验室就是这样一个团体，富于创见的技术人员致力于重新定义技术、工具、工业原则、科学和军事武器，使其脱离它们的主要表现形式：实用性、用于生产或者战争用途。” 从它创立开始一直到2006年末，生存研究实验室组织了48次表演。
1982年夏，波林在摆弄液体燃料火箭时炸断了手指，医生用他的脚趾头拼凑出一只手。  1990年8月，在刘易斯顿, 纽约艺术公园举办的，由国家资助的艺术节, 取消了波林的表演，当事实证明他试图“用很多本圣经来防止他小题大做的飞船的燃料喷溅”那将“发挥阻热板的作用”然后在表演的过程中被化为灰烬
根据波林所说：“我想做出能够自行表演的机器...想做出机器能做那些科幻小说中机器做的所有事。我想在那里见证它们的梦想成真。”

## Obtainium
The word obtainium likely originated from but was most certainly popularized by SRL crew finding or liberating discarded or obsolete items and re-directing them from industry, science, and the military and re-purposing them for anarchic machine performances.